# Makaire bleu
Makaira nigricans
Espèce
Répartition géographique
Statut de conservation UICN

 VU A2bd : Vulnérable
Le makaire bleu ou marlin bleu (Makaira nigricans) est un poisson marin du genre Makaira et de la famille des Istiophoridae.
Il est cosmopolite et vit dans les eaux tropicales et tempérées des océans de la planète entre la surface et 1 000 m de profondeur, surtout entre la surface et 40 m de profondeur.
Muni d'une mâchoire supérieure en forme d'épée, le makaire bleu peut dépasser les 4 mètres de long et peser jusqu'à 600 kg. C'est un excellent nageur capable de pointe de vitesse à 110 km/h. Sa longévité peut atteindre 20 ans.
Il mange des maquereaux, des petits thons, des coryphènes et des calamars.
La femelle du marlin bleu est mature vers 2 ans quand elle atteint une taille de 178 à 221 cm. À l'époque de la fraie, elle pond des millions d’œufs de 1 mm de diamètre qui éclosent en une semaine.
Pêche sportive et surtout pêche industrielle et commerciale (4192 t en 2019 selon la FAO)  constituent une menace à la survie de cette espèce.
Le Makaire bleu est la vedette du célèbre roman d'Hemingway Le Vieil Homme et la Mer.